# Театр демона
Теа́тр де́мона — десятий альбом російського гурту «Король и Шут», випущений 2010 року. Другий акустичний альбом групи.

## Трекліст
1. Послание (1:57)
2. Театральный демон (3:33)
3. Киногерой (3:35)
4. Фокусник (3:32)
5. Танец злобного гения (3:55)
6. Энди Кауфман (2:32)
7. Мадам Жоржетт (6:07)
8. Бунтарь (4:13)
9. Тёмный учитель (4:35)
10. Король вечного сна (5:02)
11. Бал Лицемеров (3:06)
12. Защитники (3:21)